# Mirko Locatelli

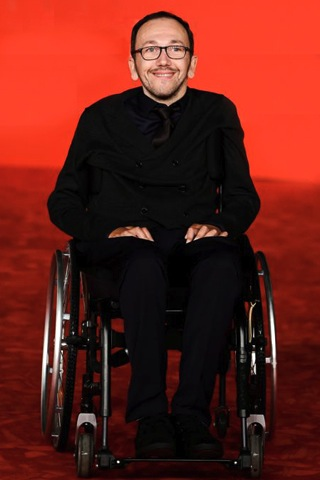
Mirko Locatelli al Festival Internazionale del Film di Roma nel 2013.

Mirko Locatelli (Milano, 22 ottobre 1974 – Casorzo Monferrato, 31 maggio 2025) è stato un regista e produttore cinematografico italiano.

## Biografia
Nasce a Milano. In seguito a un incidente stradale in adolescenza diviene tetraplegico. Svolge studi umanistici presso l'Università degli Studi di Milano e inizia presto a dedicarsi al giornalismo. Scrive per Vivimilano del Corriere della Sera e dal 2002 inizia a dedicarsi al cinema con un'attenzione particolare per i temi legati alla disabilità e all'adolescenza.
Nel 2002 è il fondatore, insieme alla sceneggiatrice Giuditta Tarantelli, della casa di produzione cinematografica Officina Film, con la quale firma la regia di spot pubblicitari, cortometraggi e documentari.
Dal 2004 inizia a produrre e dirigere alcuni documentari sul mondo degli adolescenti.
Nel 2008 realizza il suo primo lungometraggio, Il primo giorno d'inverno, presentato in concorso nella sezione Orizzonti della 65ª Mostra Internazionale d'Arte Cinematografica di Venezia.
Nel 2009 distribuisce Il primo giorno d'inverno nelle sale italiane. Da questa esperienza sceglie di affiancare all'attività di produttore, insieme alla sceneggiatrice Giuditta Tarantelli, quella di distributore indipendente.
Nel 2012 distribuisce il documentario Effetto Thioro, presentato in anteprima mondiale al 53º Festival dei Popoli.
Nel 2013 fonda la Strani Film e produce il suo secondo lungometraggio, I corpi estranei, scritto e prodotto con Giuditta Tarantelli, con l'attore protagonista Filippo Timi. Il film viene presentato in concorso al Festival Internazionale del Film di Roma e distribuito nelle sale italiane nel 2014.
Nel 2015 produce il film d'esordio I cormorani di Fabio Bobbio, con il sostegno della Film Commission Torino Piemonte e Regione Piemonte (Piemonte Doc Film Fund - Fondo regionale per il documentario).
Il suo terzo film, Isabelle, scritto con Giuditta Tarantelli con Ariane Ascaride protagonista, viene presentato nel 2018 in anteprima mondiale al Montreal World Film Festival, dove ottiene il premio per la Miglior Sceneggiatura.
Nel 2022 realizza La memoria del mondo scritto con Giuditta Tarantelli con Fabrizio Falco nel ruolo di protagonista, presentato in anteprima mondiale al Torino Film Festival 2022, nella sezione Nuovi Mondi.

## Filmografia

### Regista
- Come prima - mediometraggio (2004)
- Il sogno di un viaggio - documentario (2005)
- Crisalidi - documentario (2005)
- Il primo giorno d'inverno (2008)
- Arimo! - documentario (2009)
- Una destinazione imprevista - documentario (2010)
- I corpi estranei (2013)
- Isabelle (2018)
- La memoria del mondo (2022)

### Produttore
- Come prima, regia di Mirko Locatelli - mediometraggio (2004)
- Il sogno di un viaggio, regia di Mirko Locatelli - documentario (2005)
- Crisalidi, regia di Mirko Locatelli - documentario (2005)
- Il primo giorno d'inverno, regia di Mirko Locatelli (2008)
- Arimo!, regia di Mirko Locatelli  - documentario (2009)
- Una destinazione imprevista, regia di Mirko Locatelli - documentario (2010)
- I corpi estranei, regia di Mirko Locatelli (2013)
- I cormorani, regia di Fabio Bobbio (2016)
- Isabelle, regia di Mirko Locatelli (2018)
- La memoria del mondo, regia di Mirko Locatelli (2022)

### Distributore
- Il primo giorno d'inverno, regia di Mirko Locatelli (2008)
- Effetto Thioro, regia di Alessandro Penta - documentario (2012)
- I corpi estranei, regia di Mirko Locatelli (2013)
- I cormorani, regia di Fabio Bobbio (2016)
- Isabelle, regia di Mirko Locatelli (2018)
- La memoria del mondo, regia di Mirko Locatelli (2022)

## Riconoscimenti
- 2013: Premio Sorriso Diverso al Festival internazionale del film di Roma
- 2014: nomination Miglior sceneggiatura (con Giuditta Tarantelli) al Globo d'oro
- 2014: Premio al miglior regista al Pune International Film Festival
- 2018: Premio alla miglior sceneggiatura (con Giuditta Tarantelli) al Montreal World Film Festival